# Hiperchromazja
Hiperchromazja – nadbarwliwość jądra komórkowego, cecha histologiczna złośliwości nowotworu. Spowodowana jest zwiększeniem zawartości DNA w intensywnie dzielących się komórkach guza.